# عبدالله صادق
عبدالله صادق (انگلیسی: Abdullah Sadiq؛ زادهٔ ۱۹۴۰ (۸۴–۸۵ سال)) دانشمند در زمینه فیزیک ماده چگال اهل پاکستان است.
همچنین برندهٔ جوایزی همچون جایزه مرکز بین‌المللی فیزیک نظری شده‌است.